# Église San Moisè
L’église San Moisè (ou San Moisè Profeta, en italien Chiesa di San Moisè) est une église de Venise, située dans le sestiere San Marco, à l'entrée du Grand Canal. Elle est consacrée à « saint Moïse », le prophète de l'Ancien Testament. Elle doit également son nom à Moisè Venier, qui finança sa reconstruction au IXe siècle. Plusieurs fois restructuré, l'édifice fut entièrement rebâti au XVIIe siècle. 
San Moisè est l'une des églises paroissiales du vicariat de San Marco-Castello. Le Teatro San Moisè se situait dans ses environs immédiats.

## Description

### Extérieur
La façade baroque que l'on peut voir aujourd'hui date de 1668. Elle est l'œuvre d'Alessandro Tremignon. Elle est couverte de sculptures dont certaines sont attribuées au Flamand Heinrich Meyring, disciple du Bernin, et comporte des cénotaphes à la gloire de la famille Fini, dont Vincenzo Fini, procurateur de Saint-Marc. Le buste de Vincenzo Fini (Il apparait deux fois sur la façade)  entouré d'anges, de saints et de deux chameaux, trône au sommet de l'obélisque de la façade, ce qui a incité Ruskin à s'étonner de l'« insolent athéisme » de cette composition.

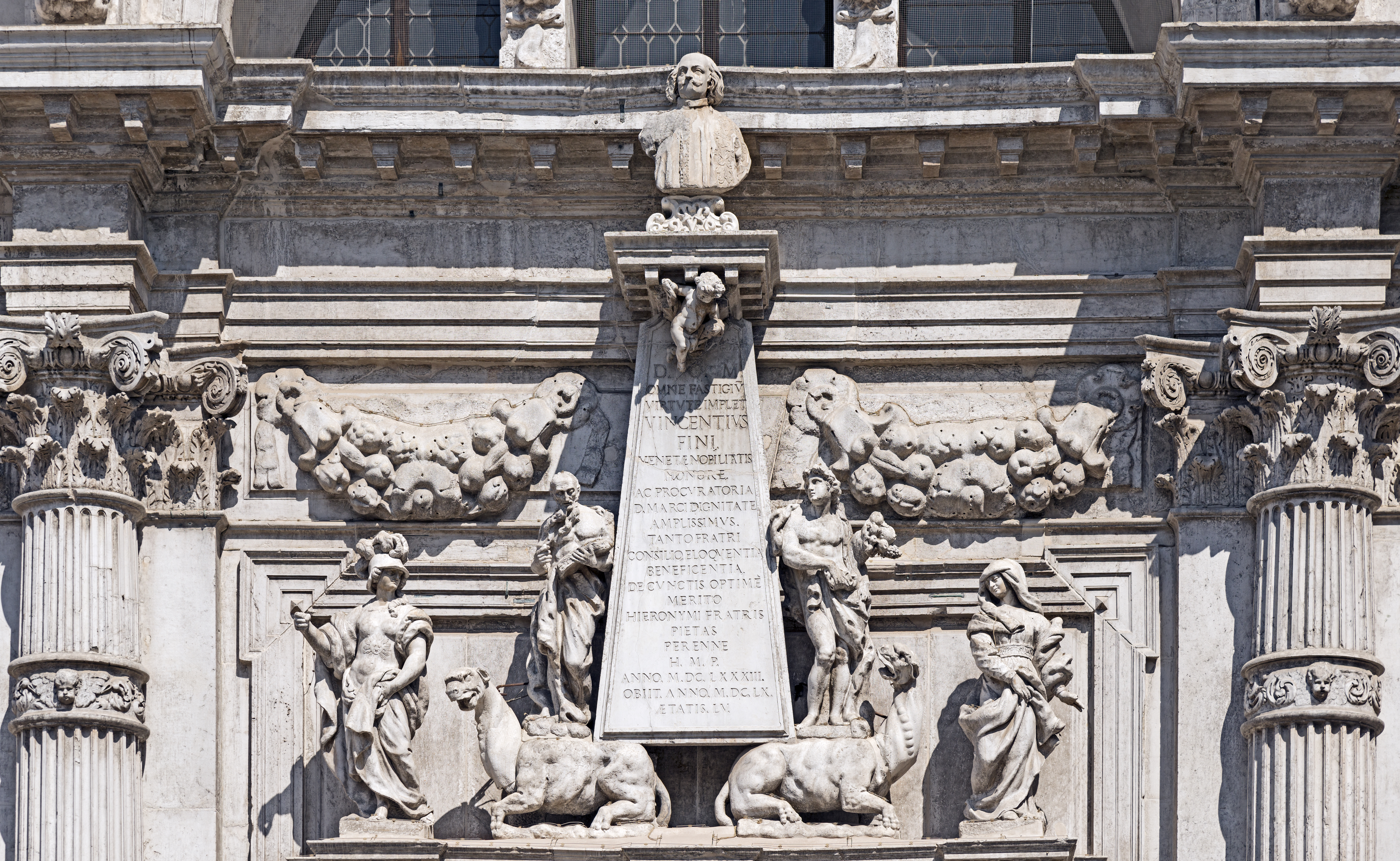
Monument central à la gloire de Vincenzo Fini.
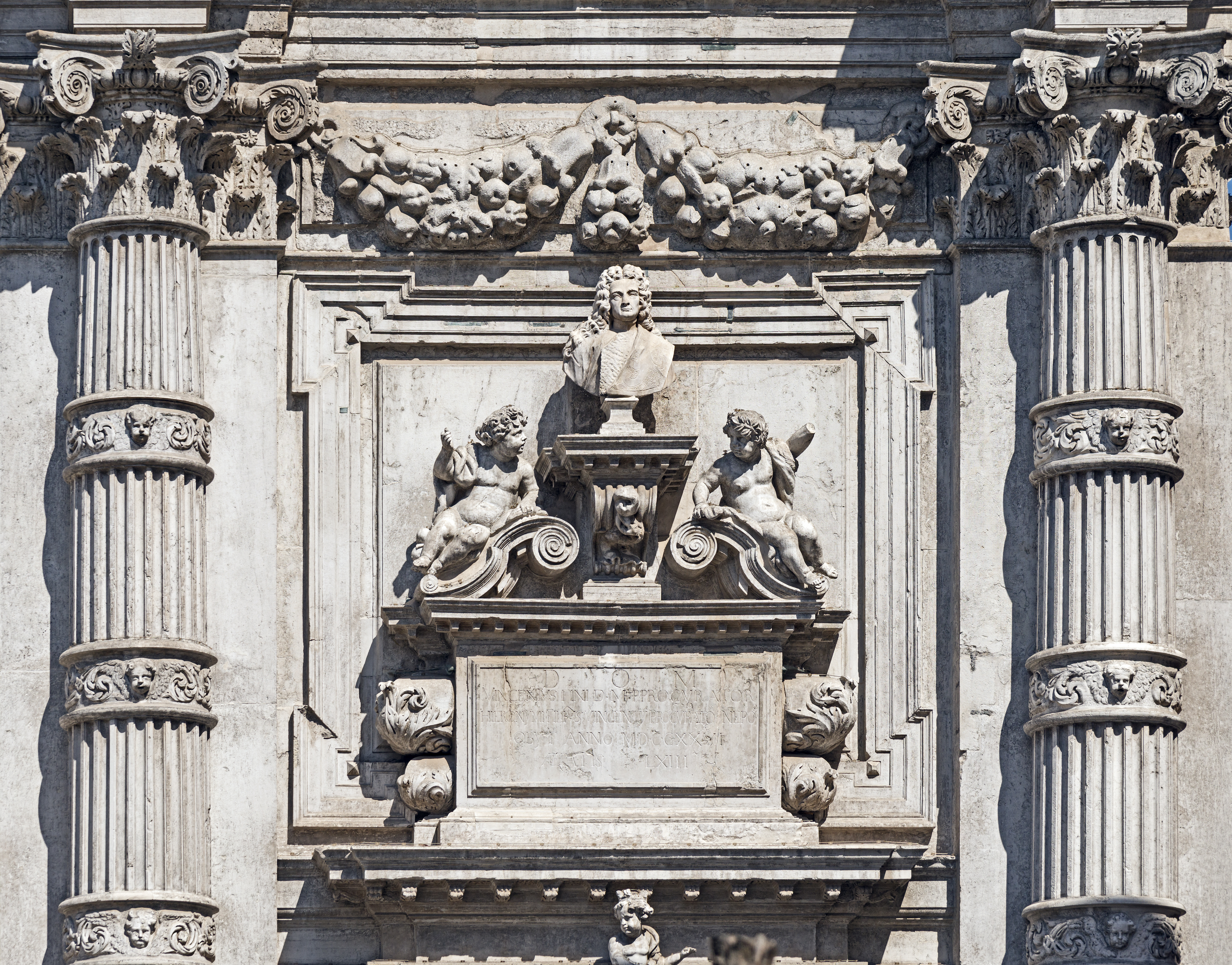
Cénotaphe de Vincenzo Fini par Heinrich Meyring.

### Intérieur

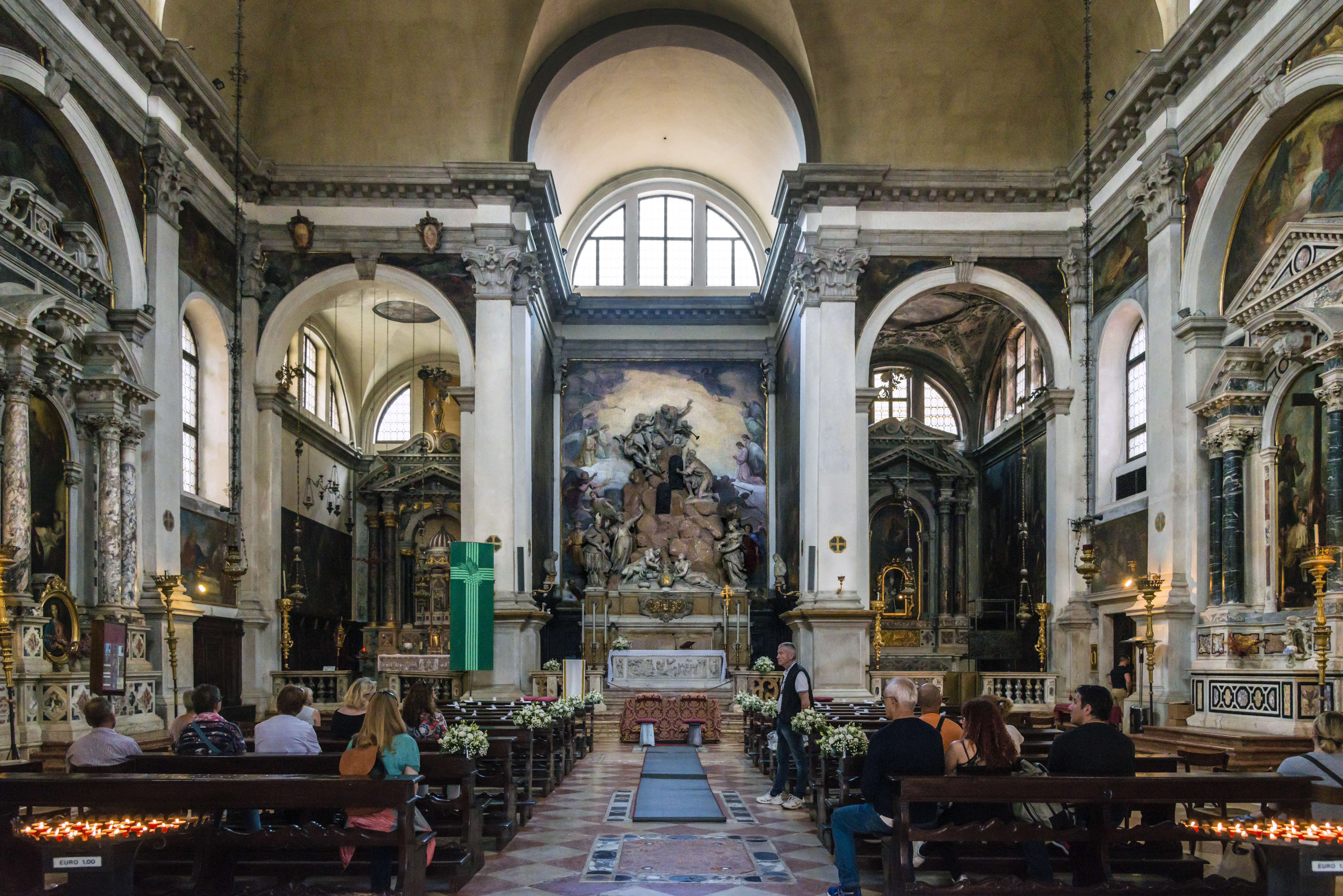
Vue de l'intérieur.

Le plan est très simple : une nef unique avec un chœur et de part et d'autre deux chapelles absidiales ; une entrée principale face au chœur et une entrée par la face latérale droite. 
La contre-façade
À droite de l'entrée une sculpture la Pietà par Antonio Corradini. Au-dessus de l'entrée l'orgue une des dernières réalisations du facteur Gaetano Callido en 1801. Du côté droit un tableau monumental: La lapidation de saint Etienne par le peintre vénitien Sante Piatti (1687-1745); du côté gauche de façon symétrique une huile sur toile  L’élévation de la Croix par Girolamo Brusaferro  (1727).

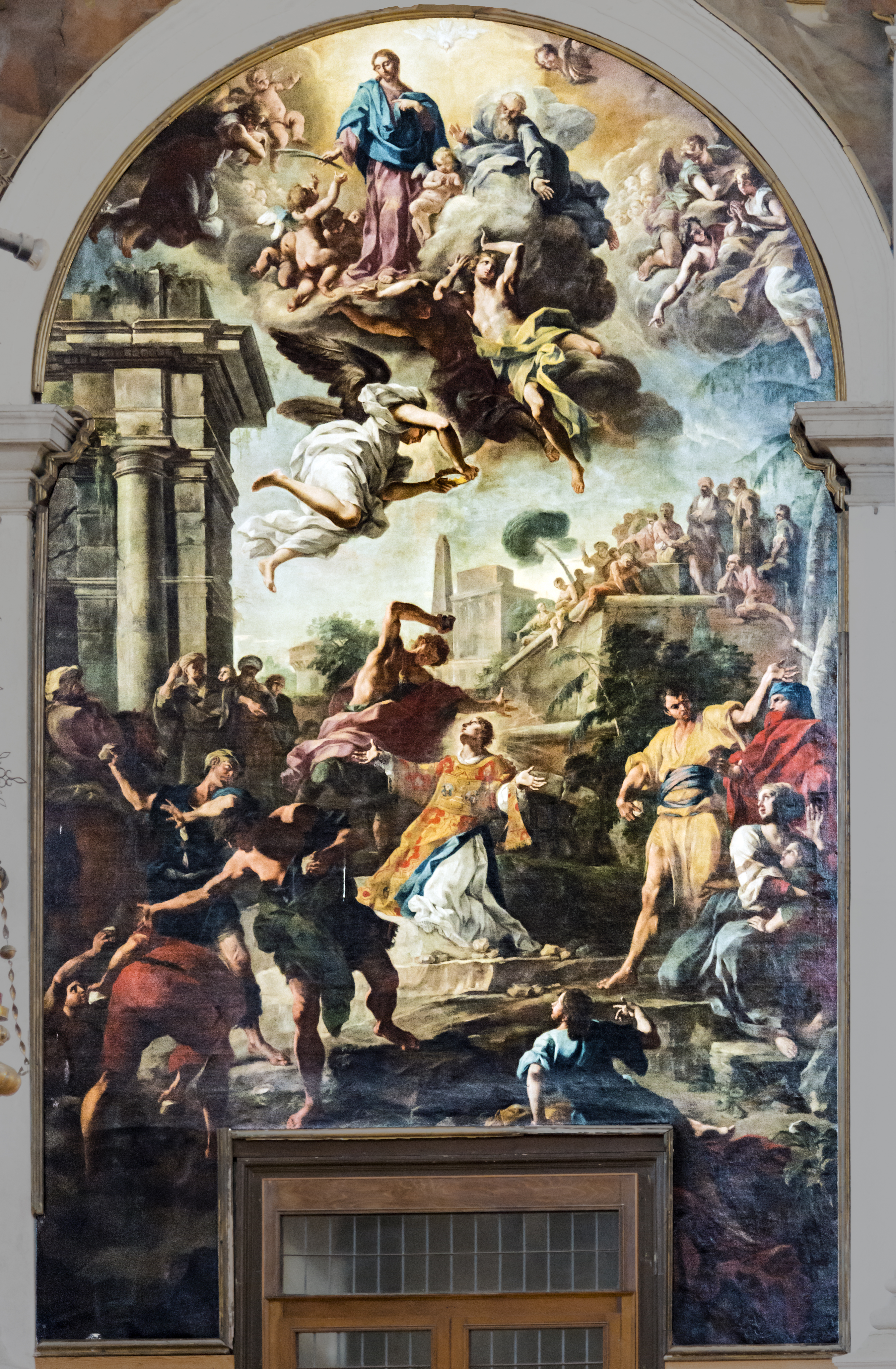
La Lapidation de saint Étienne par Sante Piatti.
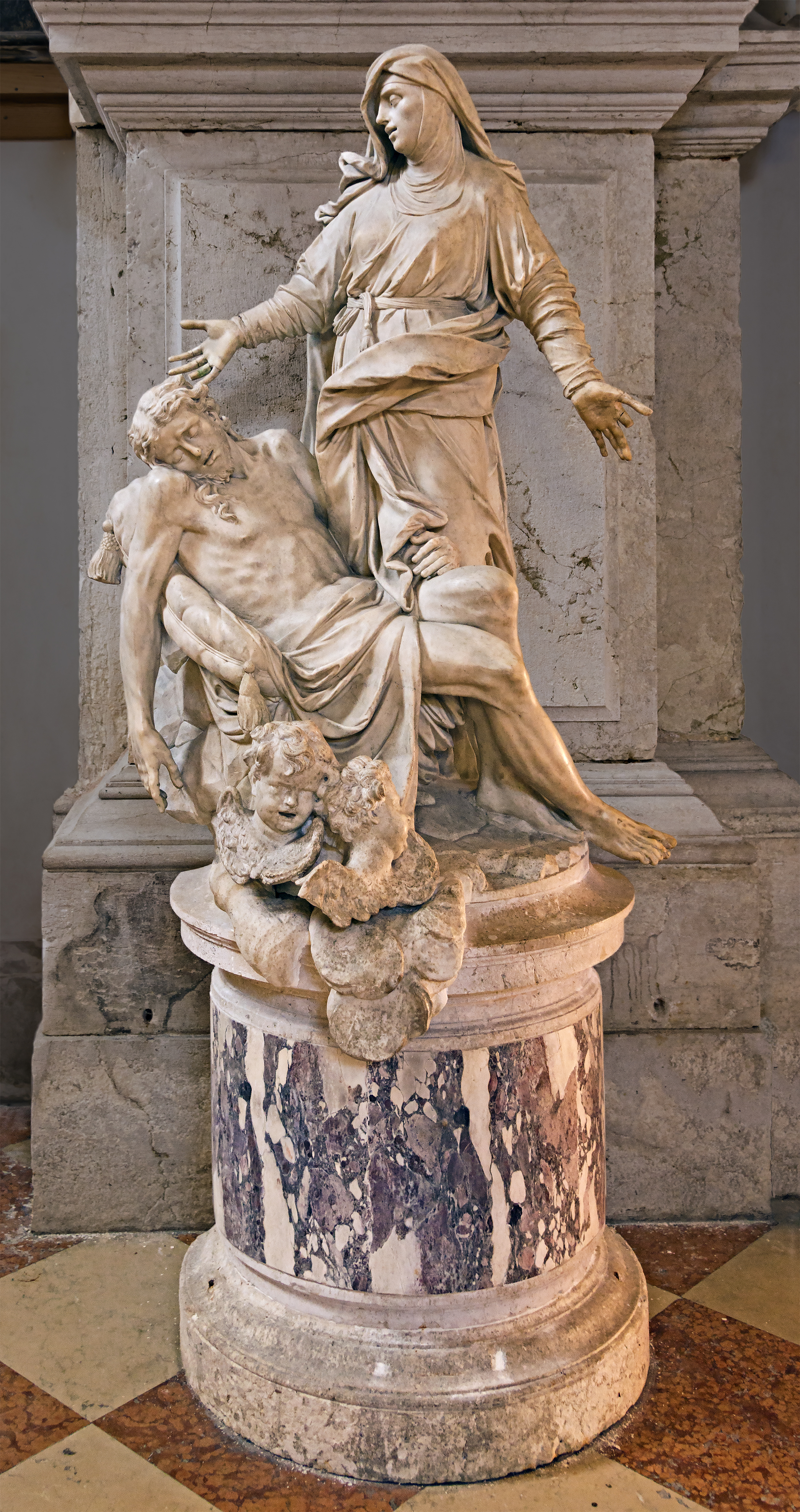
Pietà par Antonio Corradini.
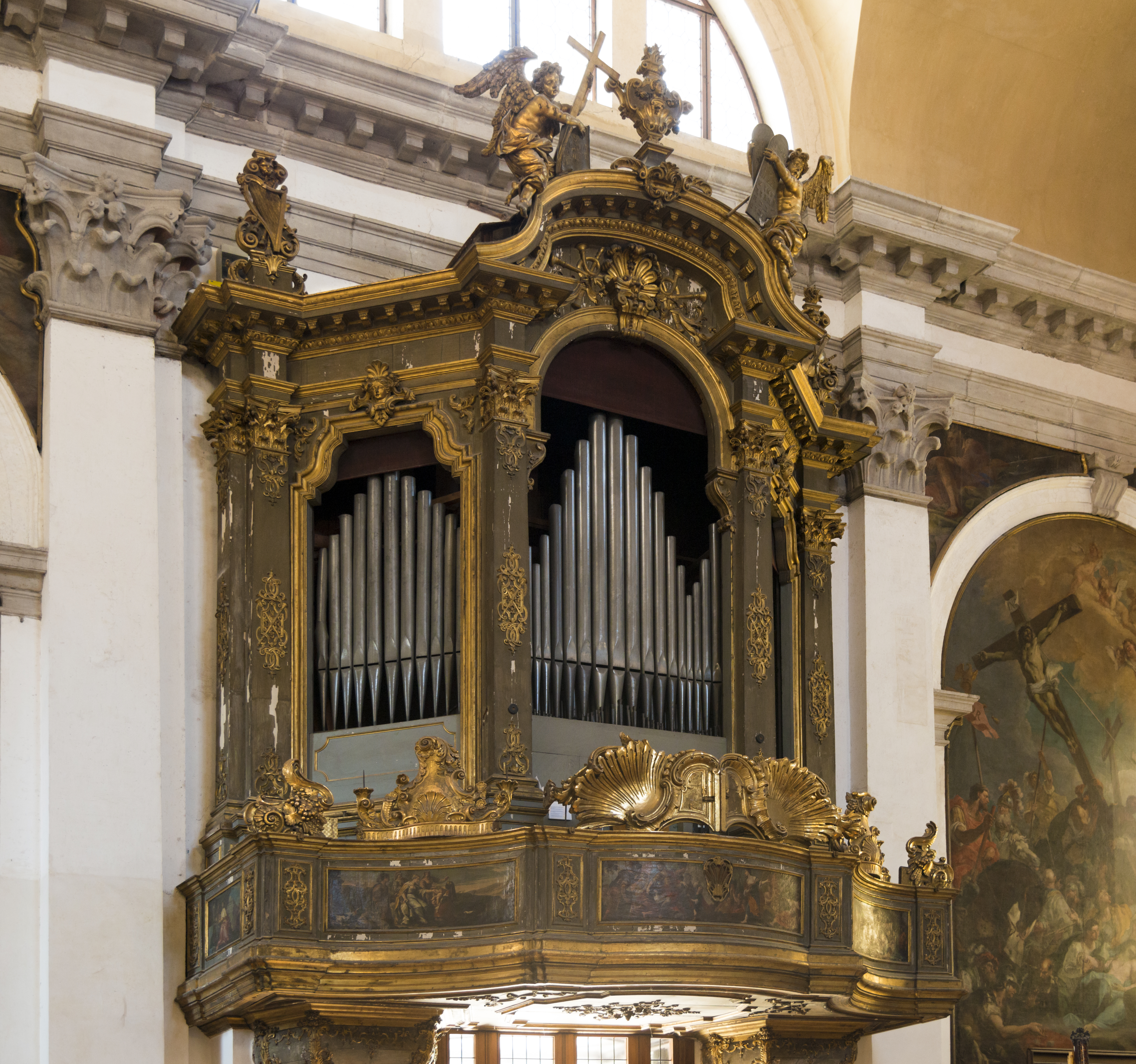
L'orgue de Gaetano Callido 1801.
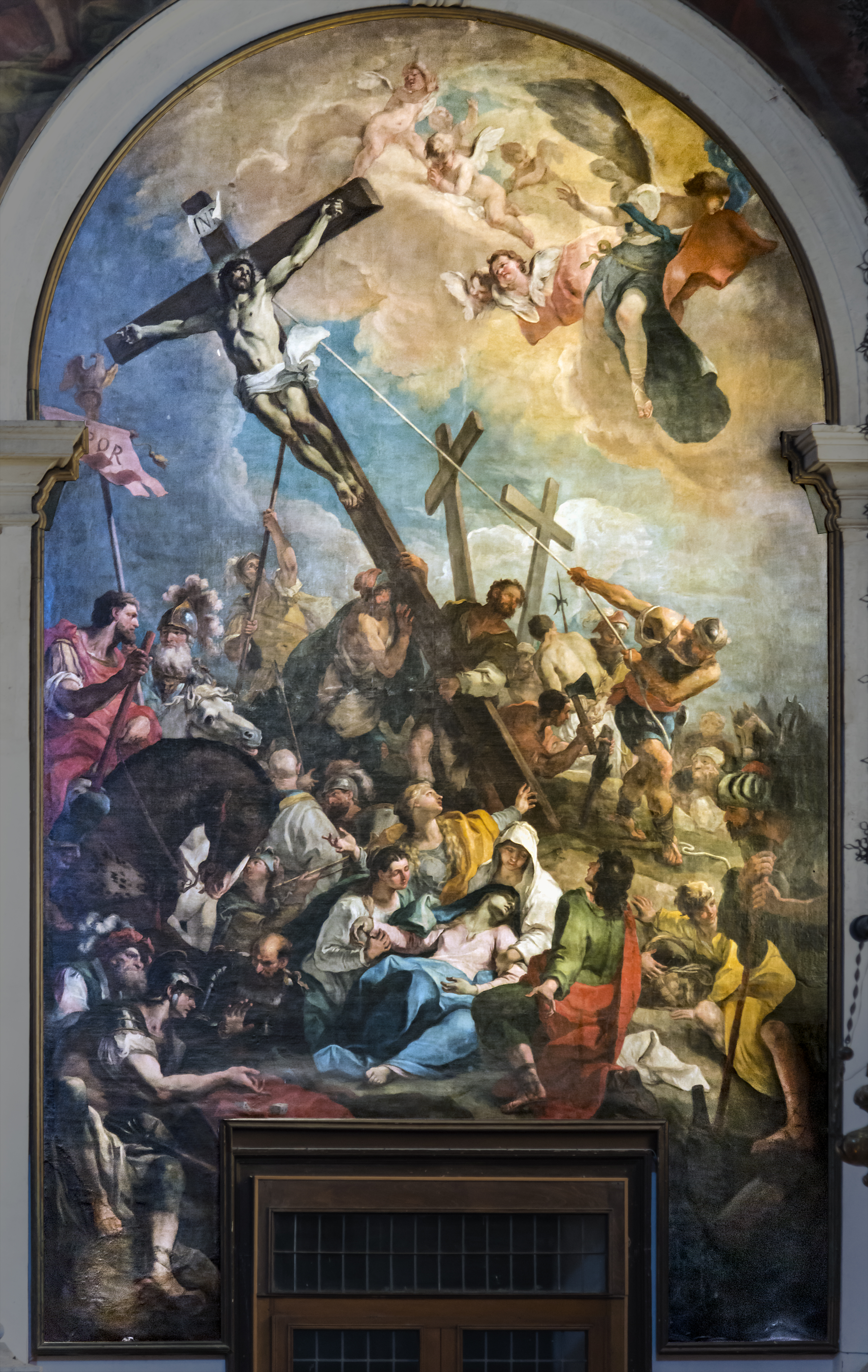
L’Élévation de la Croix par Girolamo Brusaferro.

Le Chœur
La chapelle absidiale de gauche est dédiée au saint sacrement XVIIIe siècle. Sur son flanc gauche La Lavanda dei piedi du Tintoret, sur le flanc droit La dernière Cène  par Palma le Jeune, vers 1595.
Le maître-autel de Meyring, représentant  Moïse et les Tables de la Loi. Sur son flanc gauche Le châtiment des serpents par Antonio Pellegrini.
La chapelle absidiale de droite est dédiée à saint Antoine. Sur son flanc droite une Présentation de la Vierge au Temple par Domenico Beverenza XIXe siècle.
La nef
Au plafond de la nef : Moïse frappant le rocher de Niccolò Bambini.
Sur le flanc gauche, l'entrée secondaire avec au dessus le tombeau du librettiste Cristoforo Ivanovich par Le sculpteur baroque vénitien Marco Beltrame (it). Le premier autel montre une icône du XIVe siècle, le tableau du retable : La Vierge et les Saints par Antonio Molinari, vers 1680. Le deuxième autel le tableau du retable : Naissance de la Vierge par Masseo Verona, en 1610.

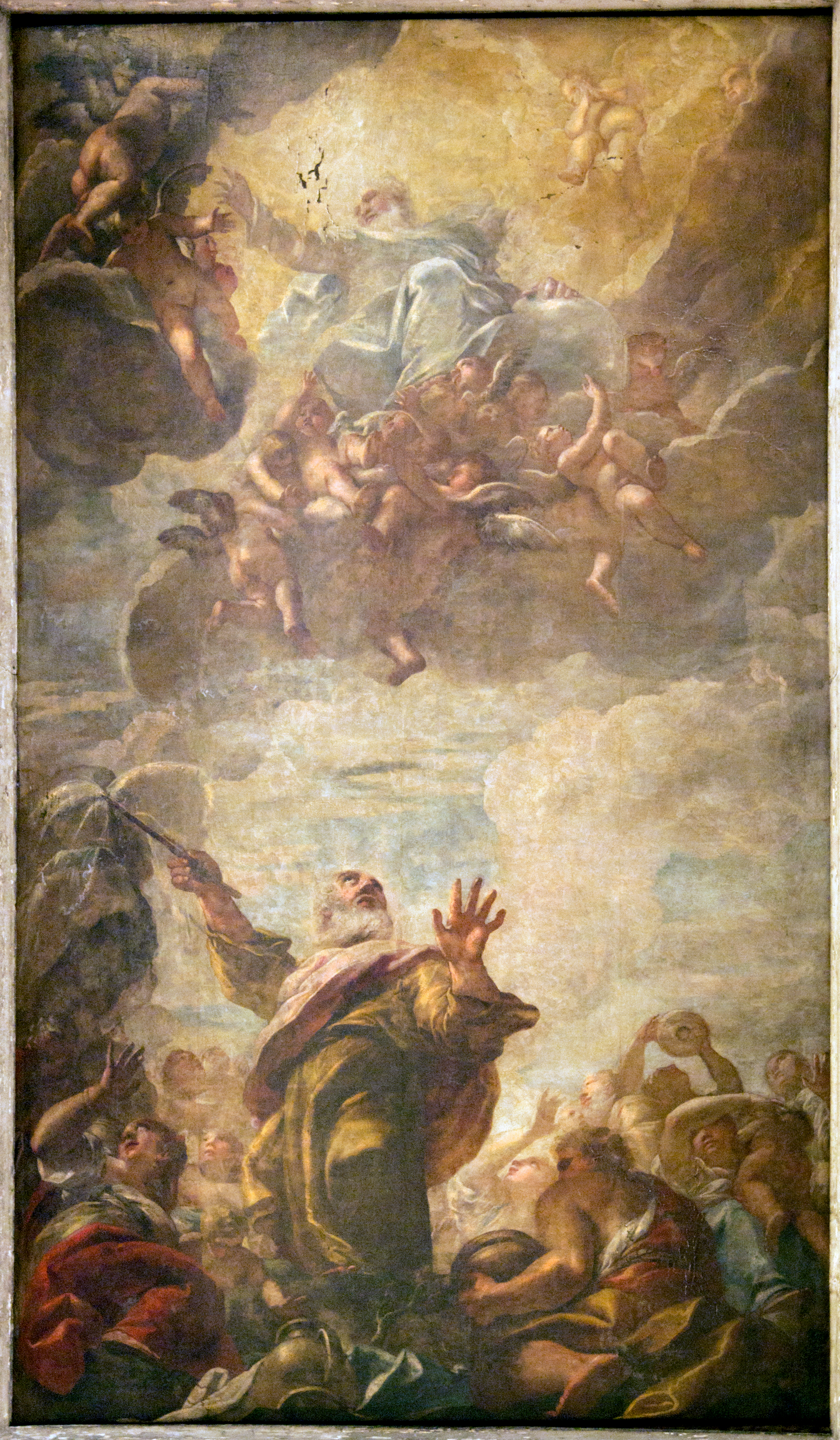
Fresque du plafond Moïse frappant le rocher.
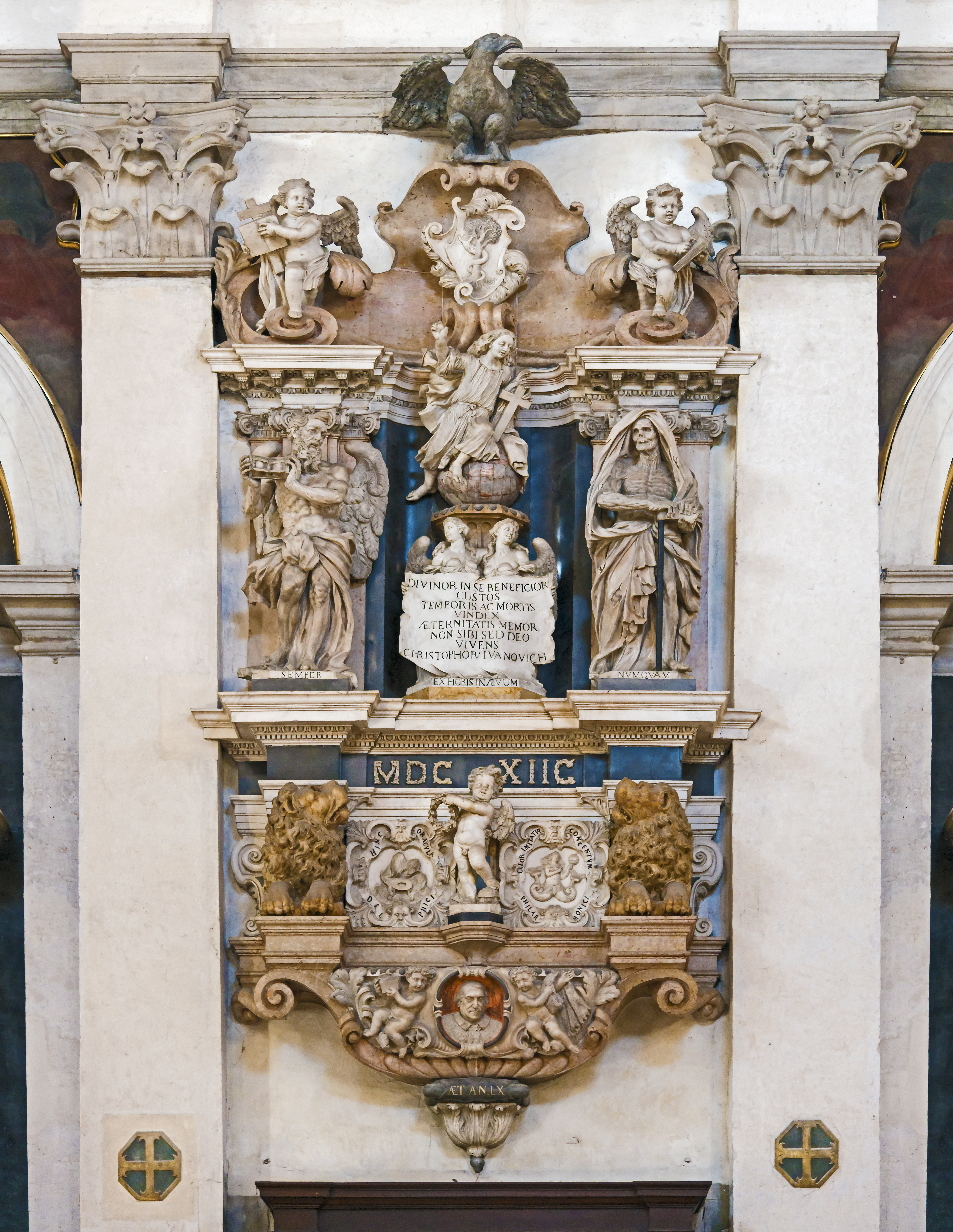
Tombeau de Cristoforo Ivanovich.
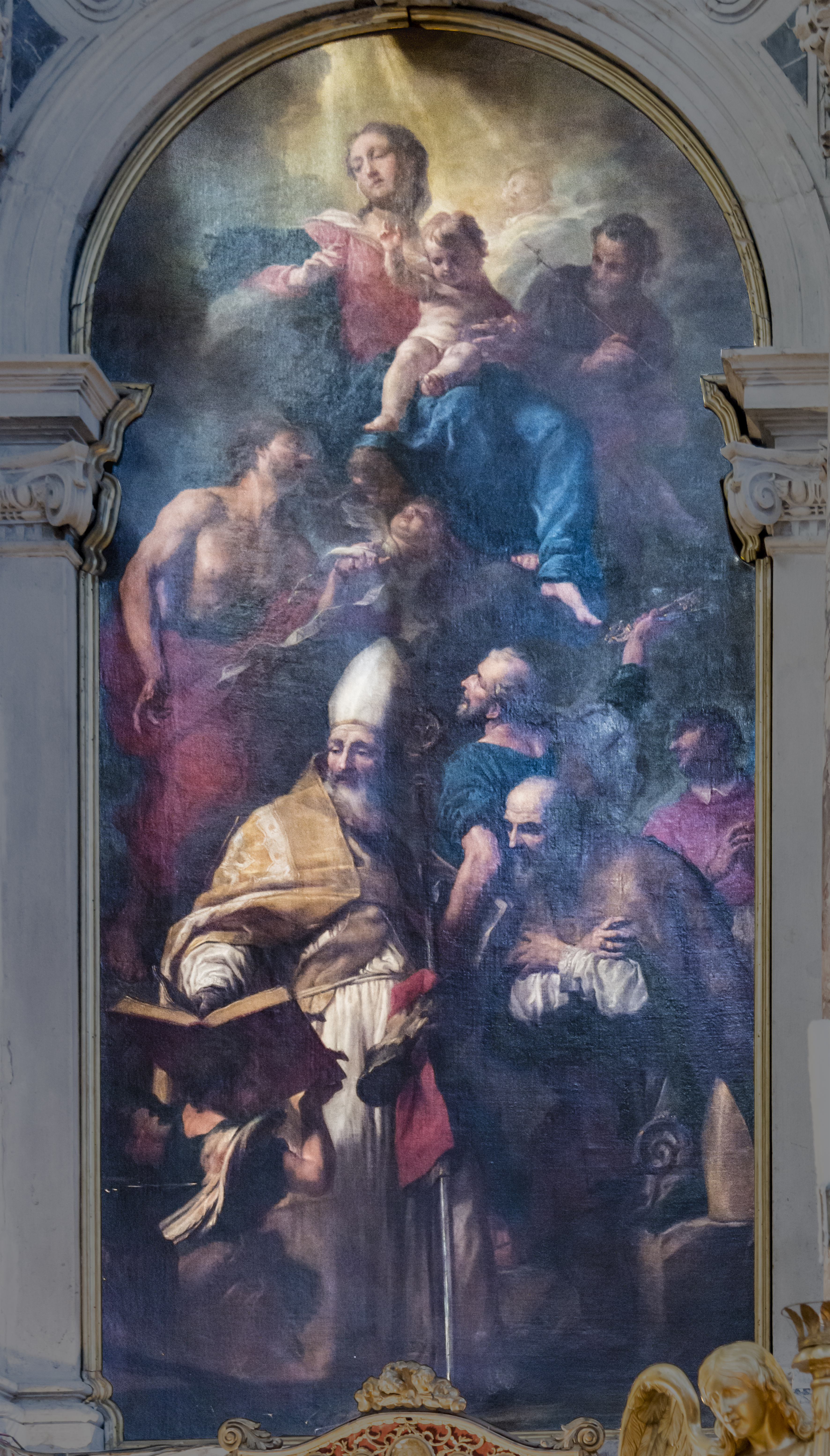
La Vierge et les Saints par Antonio Molinari.

Sur la flanc droit le premier autel : le tableau du retable L'adoration des Mages  par Giuseppe Diamantini vers 1655. le deuxième autel le tableau du retable est de Pietro Liberi Exaltation de la Croix et sainte Hélène. Les fonts baptismaux sont placés entre ces deux tableaux monumentaux.

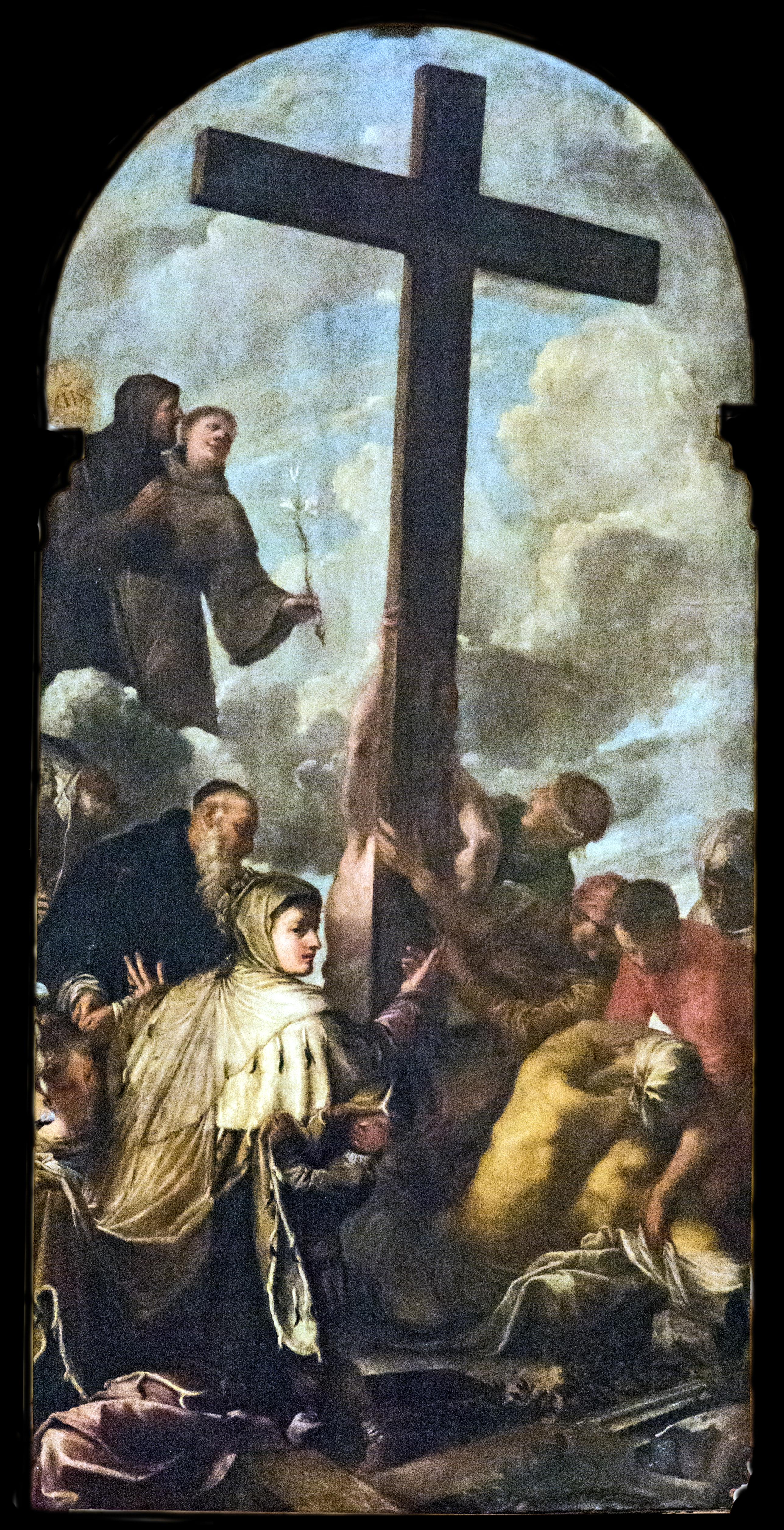
Exaltation de la Croix et sainte Hélène par Pietro Liberi.
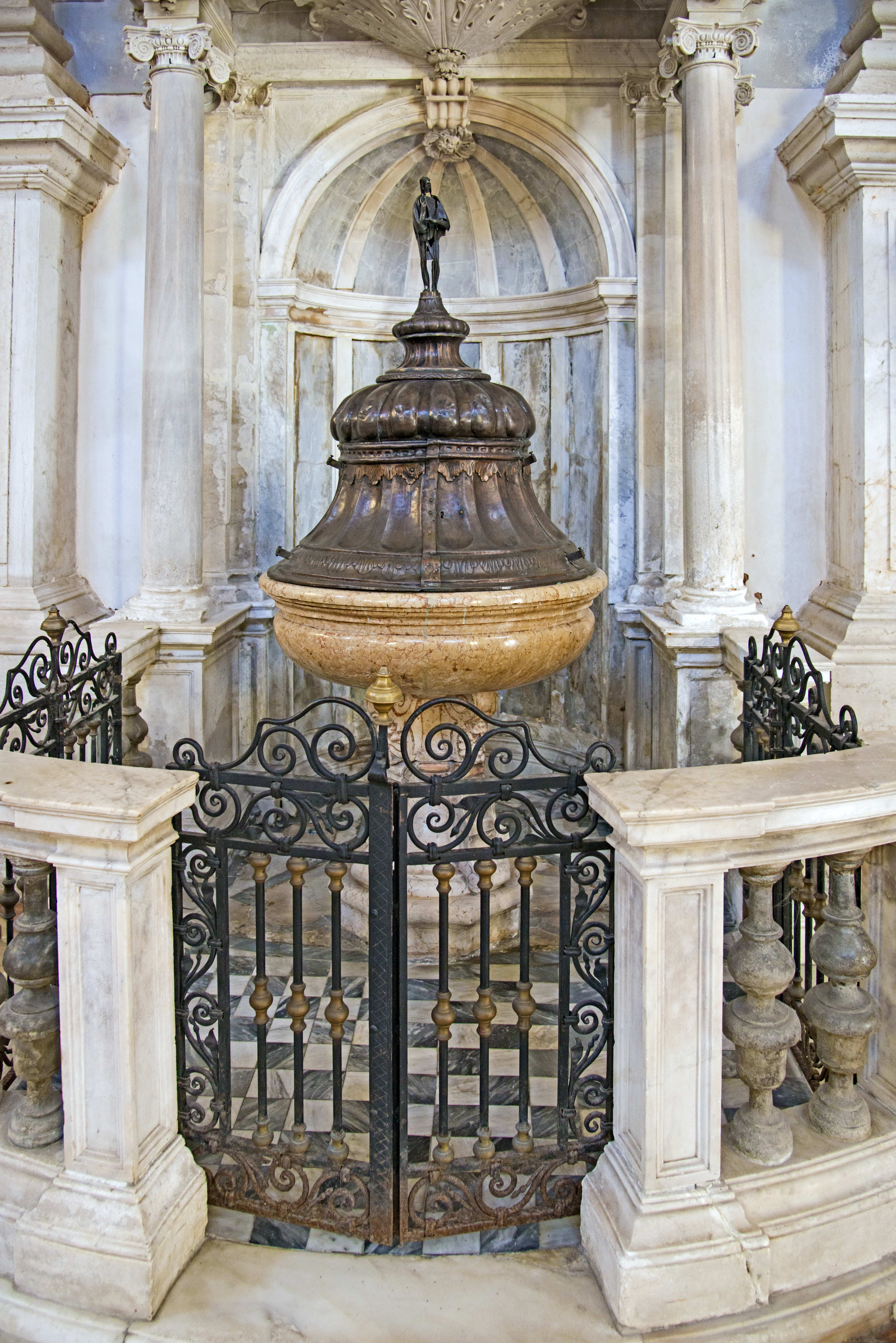
Les fonts baptismaux.

L'économiste John Law, fondateur de la Compagnie du Mississippi, est enterré dans l'allée centrale de l'église.